# Isthmus von Panama

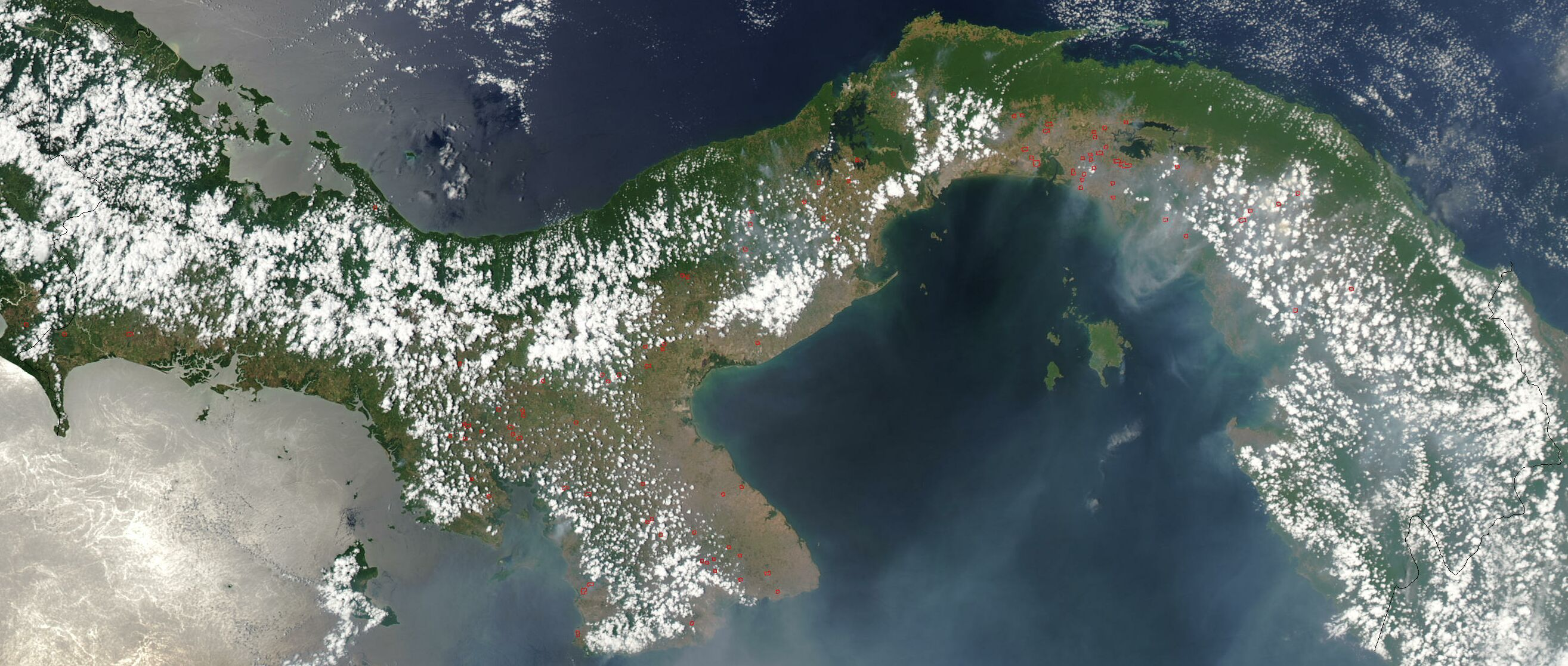
Isthmus von Panama

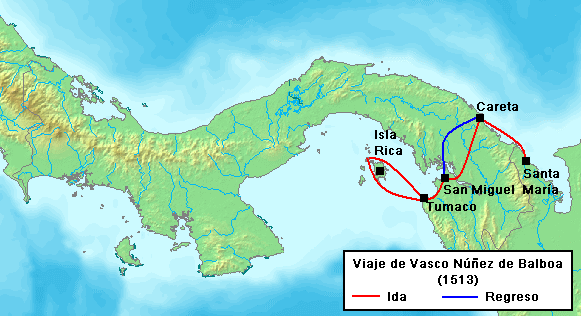
Balboas Reiseroute (1513)

Der Isthmus von Panama (historisch auch Isthmus von Darién) ist eine Landenge (Isthmus) im mittelamerikanischen Staat Panama, die im Norden von der Karibischen See und im Süden vom Pazifischen Ozean begrenzt wird. Er stellt die Landbrücke zwischen Nordamerika und Südamerika dar und bildet die Südgrenze von Zentralamerika.
Die Landenge umfasst im ursprünglichen Sinne den Ostteil des Landes, die heutigen Provinzen Darién und Panamá (die ehemals kolumbianischen Landesteile), in etwas weiterem Sinne Panamá Oeste, Colón und Coclé. Sie erstreckt sich zwischen dem Golf von Darién der Karibik und dem Golf von Panama des Pazifik. Im weitesten, heute verbreiteteren Sinne kann man auch das ganze Gebiet zwischen Costa Rica und Kolumbien, also ganz Panama, als den Isthmus ansehen; dessen Westteil liegt zwischen Golfo de los Mosquitos und Golfo de Chiriqui.

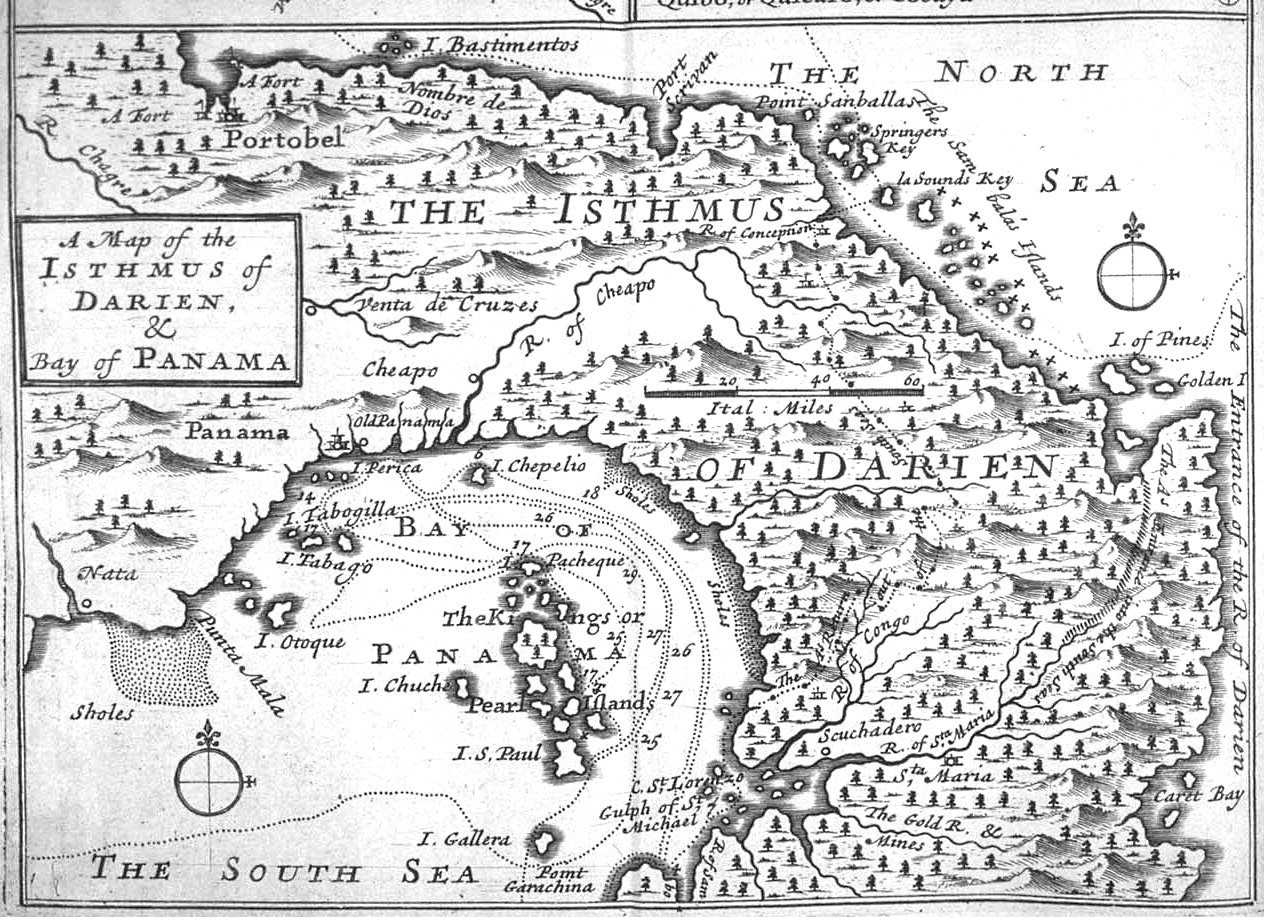
A Map of the Isthmus of Darien & Bay of Panama (Moll 1697)
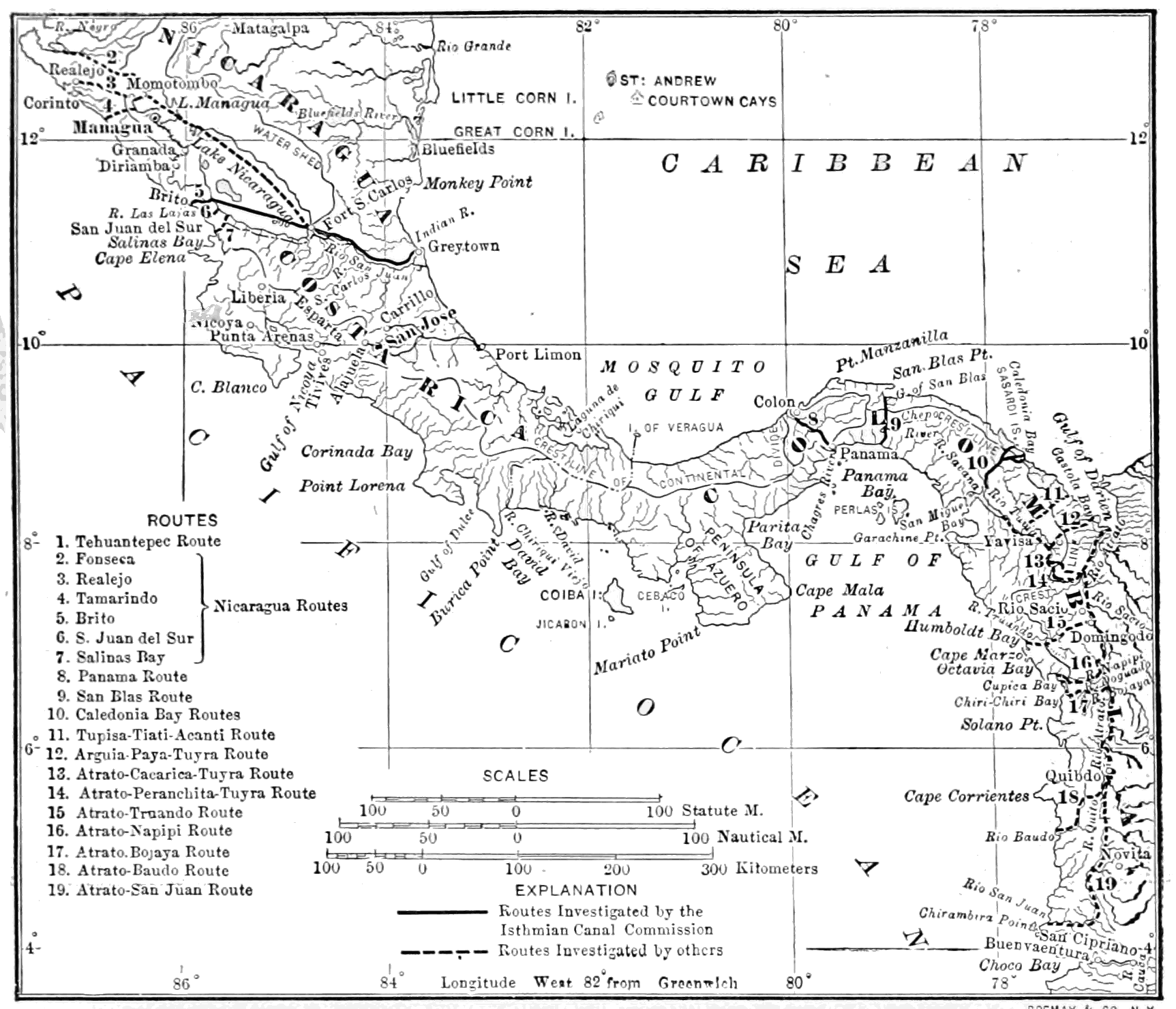
Map of central america and the isthmus (Burr 1902)
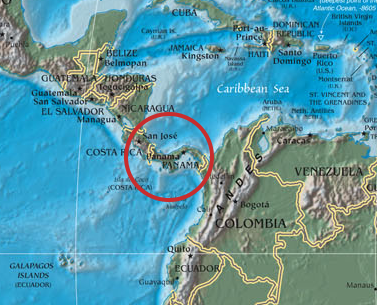
Modernes Konzept

Allgemein galt es in der Wissenschaft als gesichert, dass sich der Wasseraustausch zwischen den beiden Weltmeeren vor mehr als 3 Millionen Jahren erstmals signifikant verringerte und vor 2,76 Millionen Jahren mit der vollständigen Schließung der Landbrücke endgültig zum Erliegen kam. Auslöser dieses geologischen Prozesses war die Kollision zweier Erdplatten, in deren Verlauf sich die Pazifische Platte allmählich unter die Karibische Platte schob, was letztlich zur Bildung des Panama-Bogens und dessen Zusammenschluss mit der Südamerikanischen Platte führte.
Eine im Februar 2019 veröffentlichte Untersuchung beruft sich auf die Auswertung geologischer Daten, wonach die Landenge nicht alleine durch tektonische Verschiebungen entstanden war, sondern mehrere vulkanische Eruptionsphasen seit dem frühen Miozän diesen Prozess wahrscheinlich maßgeblich mitgestaltet hatten (unter anderem durch die Anhebung ozeanischer Böden).
Eine Studie aus dem Jahr 2015 postulierte, dass sich der Isthmus bereits im Miozän vor rund 15 bis 13 Millionen Jahren gebildet haben könnte. Eine im August 2016 veröffentlichte Untersuchung, die sich auf eine breite Basis geologischer, paläontologischer und molekularbiologischer Befunde stützte, bestätigte jedoch die bisherigen Annahmen. Die endgültige Schließung der Landbrücke am Beginn des Quartärs führte unmittelbar zur Bildung des Golfstroms, der fortan Meerwasser aus tropischen Breiten nach Norden transportierte, wodurch sich in der Arktis die Luftfeuchtigkeit und damit das Niederschlagspotenzial erhöhte. Neuere Forschungsergebnisse deuten jedoch darauf hin, dass die zunehmende arktische Vergletscherung eher mit einem deutlichen Rückgang der globalen CO2-Konzentration in Verbindung steht, wodurch vor allem die Sommermonate kühler ausfielen.
Nach der Entstehung einer festen Landverbindung fand ein großer Austausch von terrestrischen Säugetieren zwischen den beiden Kontinenten statt. Zuvor hatten allenfalls einige wenige Arten – wie zum Beispiel die Affenart Panamacebus – die Meeresenge zwischen den beiden Kontinenten überwinden können.
Aufgrund seiner geeigneten geografischen Eigenschaften gab es seit dem 16. Jahrhundert Pläne, an der Stelle des Isthmus einen Kanal anzulegen, der den Atlantik mit dem Pazifik verbinden sollte. Realisiert wurde dies jedoch erst durch den von 1906 bis 1914 erbauten Panamakanal, der den Seeweg von der nordamerikanischen Ostküste zur Westküste halbiert.